# Lista över Bahamas premiärministrar

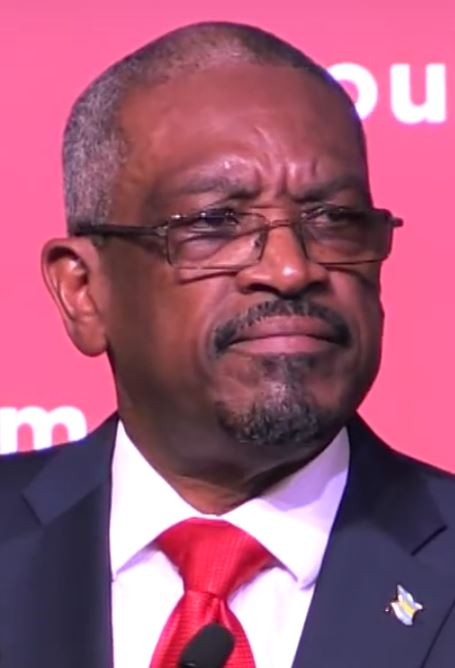
Sedan 11 maj 2017 är Hubert Minnis premiärminister på Bahamas.

Detta är en lista över Bahamas premiärministrar
(Datum i kursivt indikerar de facto fortsatt styre)
| I tjänst                            | Person                                         | Anknytning                          | Noter                               |
| ----------------------------------- | ---------------------------------------------- | ----------------------------------- | ----------------------------------- |
| 1955 till 1959                      | Roland Theodore Symonette, Chefsminister       | UBP                                 |                                     |
| 1959 till 7 januari 1964            | Sir Roland Theodore Symonette, Premiärminister | UBP                                 |                                     |
| Självstyrelse                       |                                                |                                     |                                     |
| 7 januari 1964 till 16 januari 1967 | Sir Roland Theodore Symonette, Premiärminister | UBP                                 | smeknamn: Pop Symonette             |
| 16 januari 1967 till 1969           | Lynden Oscar Pindling, Premiärminister         | PLP                                 |                                     |
| Samväldet Bahamaöarna               |                                                |                                     |                                     |
| 1969 till 10 juli 1973              | Lynden Oscar Pindling, Premiärminister         | PLP                                 |                                     |
| 10 juli 1973                        | Självständigt som Samväldet Bahamas            | Självständigt som Samväldet Bahamas | Självständigt som Samväldet Bahamas |
| 10 juli 1973 till 1983              | Lynden Oscar Pindling, Premiärminister         | PLP                                 |                                     |
| 1983 till 21 augusti 1992           | Sir Lynden Oscar Pindling, Premiärminister     | PLP                                 |                                     |
| 21 augusti 1992 till 3 maj 2002     | Hubert Alexander Ingraham, Premiärminister     | FNM                                 |                                     |
| 3 maj 2002 till 4 maj 2007          | Perry Gladstone Christie, Premiärminister      | PLP                                 |                                     |
| 4 maj 2007 till 8 maj 2012          | Hubert Alexander Ingraham, Premiärminister     | FNM                                 |                                     |
| 8 maj 2012 till 11 maj 2017         | Perry Gladstone Christie, Premiärminister      | PLP                                 |                                     |
| 11 maj 2017 till                    | Hubert Alexander Minnis, Premiärminister       | FNM                                 |                                     |

## Anknytning
- FNM - Free National Movement - mitt-höger, konservativ
- PLP - Progressive Liberal Party - mitt-vänster, liberal, bildad 1953
- UBP - United Bahamian Party
- CDR - Coalition of Democratic Reform - Bildat 2000
- AIM - Abaco Independence Movement - Abaco Island regionalist, separatist till 1974